# Gara Sbaa Plattenkalk
Der Gara Sbaa Plattenkalk ist eine Konservatlagerstätte im Südosten von Marokko aus dem späten Cenomanium bis frühen Turonium (Oberkreide). Sie ist bekannt für ihre gut erhaltenen fossilen Fische und Arthropoden.

## Geographische Lage
Die Konservatlagerstätte befindet sich auf dem Plateau „Hamada des Kem Kem“ des Berges Gara Sbaa (auch Gara Sba oder Gara Es Sba, ausgesprochen gara sabah). Der Berg hat eine Höhe von ca. 970 m und liegt etwa 30 km südsüdwestlich vom Dorf Tafraoute im Südosten von Marokko, nahe der algerischen Grenze. Die Koordinaten sind 30° 30′ 28,4″ N, 4° 50′ 33,9″ W. Es gibt noch weitere paläontologisch relevante Fundorte in der Region.

## Geologie

### Geologischer Rahmen
Die Lagerstätte kommt in extensiven marinen Karbonaten vor, welche sich während der Oberkreide (Conomanium/Turonium) durch eine marine Transgression bildeten und in der Region weit verbreitet sind. Es handelt sich dabei um laminierte, dolomitisierte Kalksteine, welche größtenteils in ihrer ursprünglich horizontalen Ablagerung vorzufinden sind. Diese Formation wird Aoufous-Formation genannt. Darunter liegt die sogenannte Ifezouane-Formation, welche aus fluviatilen siliziklastischen Sedimenten besteht. Sie enthält Überreste von Wirbeltieren, unter anderem Dinosaurier. Basierend auf der Datierung dieser Überreste, wurde die Formation auf das Zeitalter Kreide (Albium oder Cenomanium) geschätzt. Beide Formationen gehören zur Continental Intercalaire Formation, welche lokal auch Kem-Kem-Sequenz genannt wird. Diese gehört wiederum zur „Hamada-Kreide-Tertiär-paläogeographischen Provinz“. Unter der Kem-Kem-Sequenz liegen von der variszischen Orogenese verfaltete Gesteine aus dem Paläozoikum vor.

### Datierung
Die Datierung basiert auf der Stratigraphie sowie auf Datierungen der Überreste aus der Kem-Kem-Sequenz. Von der Lagerstätte gibt es keine absolute Altersdatierung. Allerdings wird das Alter auf das späte Cenomanium bis frühe Turonium geschätzt.

### Entstehungsgeschichte
Die Kalksteine entstanden in einer karbonatischen Lagune mit benthonischen mikrobiellen Matten und anschließender Meeresspiegelerhöhung. Es wird davon ausgegangen, dass es einen großen Einfluss des ozeanischen anoxischen Ereignisses (OAE) im späten Cenomanium gab.

## Taphonomie

### Erhaltungszustand der Fossilien
Alle Fossilien in der Gara Sbaa Lagerstätte sind im laminierten Kalkstein eingebettet und wurden abgeflacht. Die Wirbeltiere sind vollständig erhalten, jedoch sind ihre Knochen artikuliert und bräunlich gefärbt. Einige Knochen weisen einen Überzug des Minerals Vivianit auf.
Einige Fischfossilien zeigen eine orangebraune Eisenverfärbung, welche durch oxidierten Pyrit entstanden sein könnten. Dieser hatte sich aus den Weichteilgeweben gebildet. Auch Pflanzenreste sind als Eisenoxidfilme erhalten.
Wirbellose Tiere sind als Abdrücke erhalten, bei größeren Exemplaren (ca. 30-50 mm) ist zudem teilweise die Cuticula erhalten.
Aufgrund von Erosion kommt es an manchen Stellen zu einer erhöhten Konzentration von Funden an der Oberfläche, wobei diese durch vermehrte Mitnahme immer weiter schwinden .

## Funde

### Flora
Ein paar Fragmente von Farnen (Pteridophyta (Unterstamm)) wurden gefunden, welche als orange-braune Goethitfilme erhalten sind. Sie sind vergleichbar mit den Funden aus der brasilianischen Crato-Formation.

### Fauna

#### Wirbellose
Unterhalb der laminierten Karbonatschichten wurden hauptsächlich Muscheln der Überfamilie Ostreacea gefunden, welche in den laminierten Schichten fehlen.
In den laminierten Schichten wurden folgende Wirbellose identifiziert:
- Arthropoda (Stamm) (Gliederfüßler):
  - Isopoda (Ordnung)[1]
  - Decapoda (Ordnung)[2]
  - Chrysididae (Familie)[4]
- ein Exemplar einer Aculeata (Klade) (Hautflügler/Hymenoptera (Ordnung))[1]
- Orthoptera (Ordnung) (Heuschrecken)[2]
- eine Brachyura (Infraordnung), allerdings unvollständig[1]
- Ammonitida (Ordnung)[3]
  - Neolobites vibrayeanus (Art)

#### Fische
Fische bilden die am häufigsten gefundenen Fossilien in der Lagerstätte. Es wurden folgende Gruppen identifiziert:

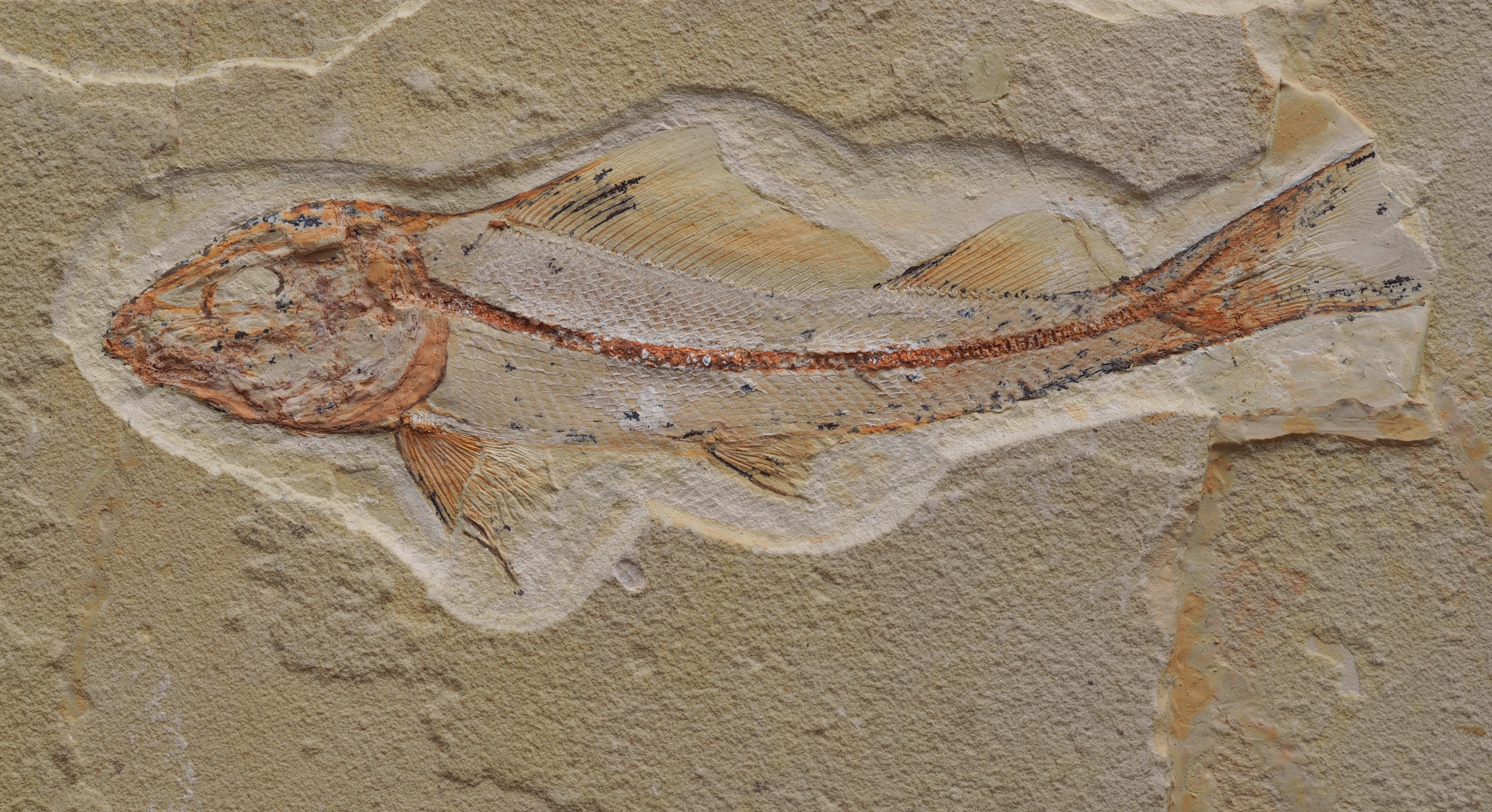
Agoultichthys chattertoni, Gara Sbaa

- Agoultichthys chattertoni, Gara SbaaMacrosemiiden (Familie): Agoultichthys chattertoni (Art)[1]
- Belonostomus sp. (Gattung)[1]
- Pycnodontiformes (Ordnung): neue Art von Pycnodus (Gattung)[1]
- Ichthyodectiformes (Ordnung): Cladocyclus sp. (Gattung)[1]
- Dercetidae (Familie): Rhynchodercetis (Gattung)[1]
- Saurorhamphus (Gattung)[1]
- Lusitanichthys africanus, Gara es SbaaLusitanichthys (Gattung)[4]
- Ellimmichthyiformes (Ordnung):
  - Paraclupeidae (Familie)[1]
  - Ellimmichthyidae (Familie)[1]
    - Diplomystus (Gattung)[1]
    - Ellimmichthys-ähnlich (Gattung)[1]

  - Sorbinichthyidae (Familie)[2]
- Clupeomorpha (Überordnung)[2]
- Agoultichthys chattertoni[4]
- Acanthomorphe Fisch[1]
  - Acanthomorphata[4]

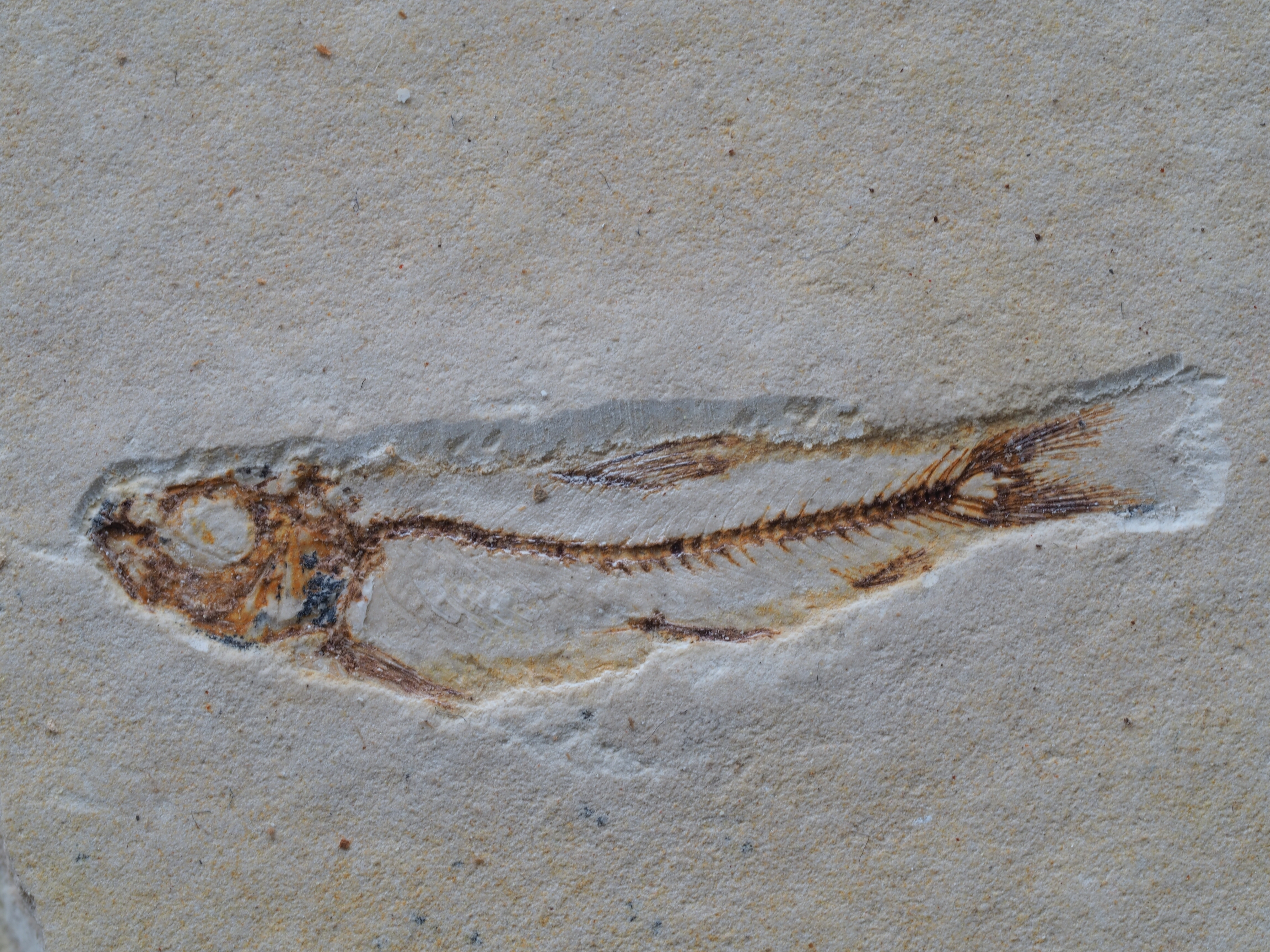
Lusitanichthys africanus, Gara es Sbaa

- ostaryophysische Fische (Lusitanichthys-ähnlich)[1]

Eine ausführliche Tabelle von weiteren Funden wurde von Cavin et al. (2010) veröffentlicht.

#### Amphibien
Es wurden nur wenige Arten von Amphibien gefunden:
- Kababisha sp. (Gattung)[3]
- Oumtkoutia anae (Art)[3]

#### Reptilien
Eine einzelne Tetrapode (ein nicht bestimmbarer Lurch) wurde von einem Sammler ausgegraben. Sein heutiger Verbleib, ist unbekannt.